# لی کا-شینگ
لی کا-شینگ (به انگلیسی: Li Ka-shing) (زاده ۱۳ ژوئن ۱۹۲۸) بازرگان، سرمایه‌گذار و نیکوکار هنگ کنگی می‌باشد، که در گوانگ‌دونگ، جمهوری خلق چین متولد شده‌است. او برای مدتی ثروتمندترین مرد آسیا بود.
در ماه مارس ۲۰۱۳، مجله فوربز دارایی وی را ۳۱ میلیارد دلار اعلام کرده و در فهرست ثروتمندترین افراد جهان، شینگ را در رتبه هشتم قرار داده‌است.
لی کا-شینگ، در حال حاضر رئیس هیئت مدیره شرکت‌های هاتچینسون وامپو و چونگ کنگ است. وی تا سال ۲۰۰۸ از طریق این دو شرکت، به عنوان بزرگترین اپراتور پایانه‌های کانتینری جهان، همچنین بزرگترین عرضه‌کننده محصولات بهداشتی و زیبایی در جهان محسوب می‌شد.